# Lignes de bus Traverses de Paris
Les lignes de bus Traverses de Paris constituent un ensemble de lignes de bus de quartier sur certains arrondissements de Paris cofinancées par la Ville de Paris et Île-de-France Mobilités et exploitées par deux transporteurs, la Régie autonome des transports parisiens (RATP) et B.E. Green, filiale des « Autocars Dominique ».

## Histoire
S'inspirant des dessertes communales, la ville de Paris décide d'expérimenter des lignes de quartiers appelées « Traverses » et assurant une desserte de proximité. Le 1er juillet 2004, le STIF donne son accord pour créer à titre expérimental une ligne circulaire au départ de la place Gambetta baptisée « Traverse de Charonne » desservant le 20e arrondissement en assurant des correspondances avec le métro à plusieurs stations dont le terminus. Celle première ligne est inaugurée le 27 novembre 2004 et exploitée par la RATP avec quatre minibus Mercedes-Benz Sprinter OA 412 DK de 22 places sous l'indice interne 501. Elle est remisée au centre bus des Lilas. Cette ligne n'est pas gratuite et applique le tarif de la zone 1 car le financement de l'opération, estimé à près de 800 000 euros, est pris en charge par les deux partenaires : 40 % par la Ville de Paris et 60 % par le STIF.
L'essai de la « Traverse de Charonne » ayant été concluant, une seconde ligne circulaire desservant les 13e et 14e arrondissements est mise en service le 10 décembre 2005 sous le nom « Traverse Bièvre Montsouris ». Elle est aussi exploitée par la RATP avec cinq Gruau Microbus, plus un des prototypes hybrides jusqu'en 2006, sous l'indice interne 513. Elle est remisée au centre bus Lebrun.
Le 9 mars 2006, la « Traverse de Charonne » est équipée de Gruau Microbus accessibles aux personnes à mobilité réduite. En plus des quatre exemplaires du service régulier, un cinquième est mis en service à certaines heures ; il s'agit d'un des prototypes hybrides qui fut par la suite retransformé en véhicule diesel après des essais infructueux.
Le 15 février 2007 est mise en service la troisième Traverse parisienne, la « Traverse Ney-Flandre » desservant les 18e et 19e arrondissements, toujours cofinancée par la ville de Paris et le STIF. La participation de ce dernier n'est cette fois-ci que de 6,7 %, le nombre de voyageurs payants prévus étant faible. La tarification est celle des zones 1 et 2. Elle est aussi exploitée par la RATP avec cinq Gruau Microbus sous l'indice interne 519. Elle est remisée au centre bus Belliard.

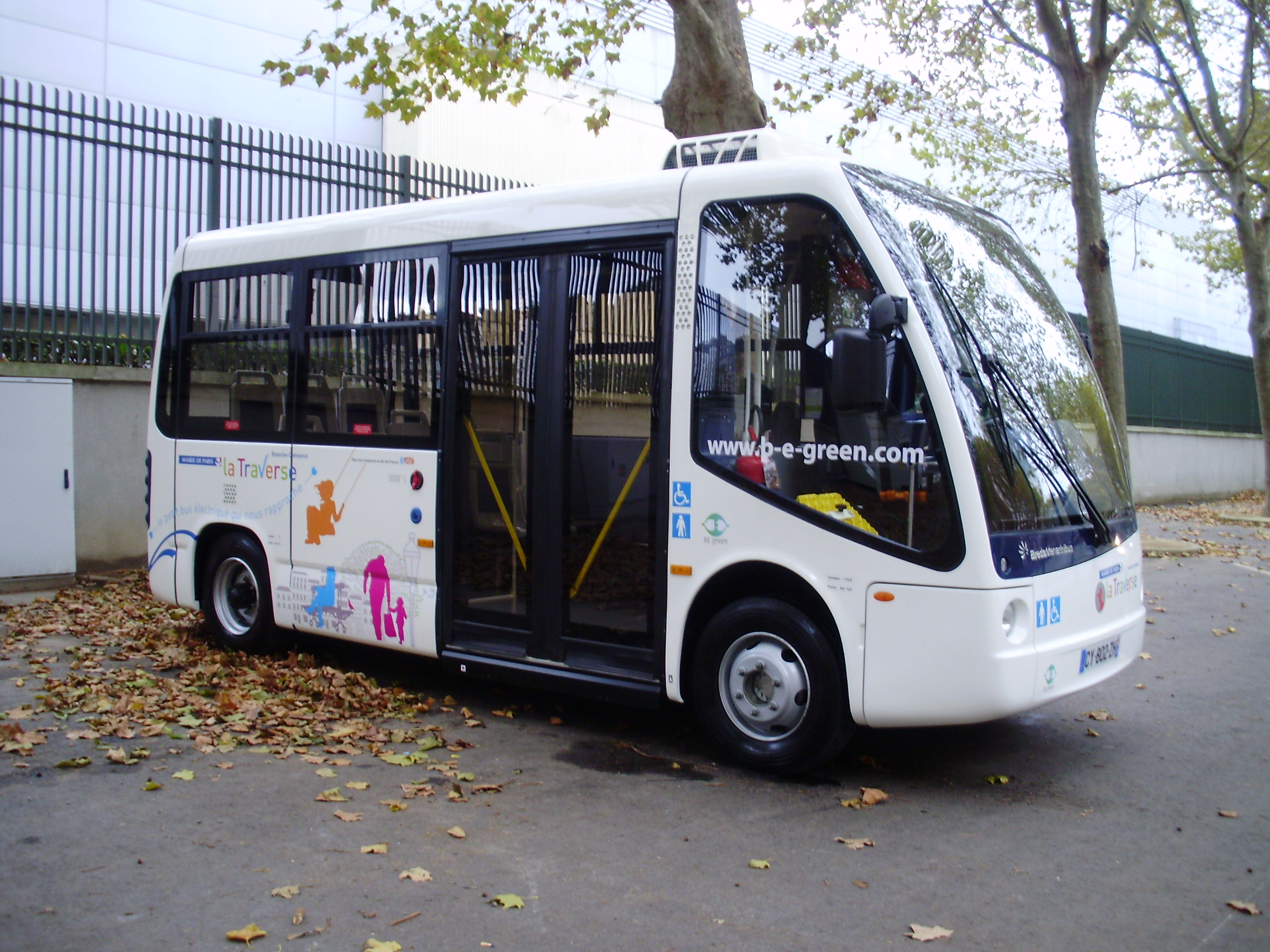
Un BredaMenarinibus ZEUS M 200 E de la Traverse Brancion-Commerce.

Le STIF, lors de sa séance du 11 février 2009, délègue à la ville de Paris les compétences d'autorité organisatrice des transports de proximité à dater du 1er avril 2009 pour toutes les Traverses existantes et à venir en lui laissant le choix de l'exploitation, en régie municipale ou de la confier à une entreprise. La RATP est finalement conservée comme délégataire pour une durée renouvelable de quatre ans.
Le 10 décembre 2011, la ville de Paris met en place sa quatrième Traverse, la « Traverse Batignolles-Bichat » desservant les 17e et 18earrondissements. La tarification est celle des zones 1 et 2. Elle est aussi exploitée par la RATP, mais cette fois-ci à l'aide de minibus électriques Gépébus Oréos 2X, sous l'indice interne 518. Elle est remisée au centre bus Belliard.
Le 16 octobre 2013, la Ville de Paris met en place sa cinquième Traverse, la « Traverse Brancion-Commerce » desservant le 15e arrondissement qui, contrairement aux quatre autres Traverses, n'est pas exploitée par la RATP mais par la société B.E. Green, filiale de la société « Autocars Dominique » dont le siège social est à Buc (Yvelines), choisie en 2013 par la commission des appels d'offres de la mairie de Paris au détriment de la RATP et de deux autres concurrents, à la suite d'une mise en concurrence en mars 2010,. La société B.E. Green dispose d'un budget de 1,6 million d'euros pour une période de six ans. La ligne est financée à 89 % par la mairie de Paris et à 11 % par le STIF. La ligne est exploitée à l'aide de six minibus électriques ZEUS (Zero Emission Urban System) M 2000 E de BredaMenarinibus d'une capacité de 22 places.
En 2020, l'exploitation de la Traverse Brancion-Commerce est renouvelée à B.E. Green/Autocars Dominique pour la période allant du 1er février 2020 au 31 décembre 2024.

## Les lignes

### Lignes exploitées par la RATP
| Ligne | Caractéristiques | Caractéristiques                                    | Caractéristiques                                    | Caractéristiques                                    | Caractéristiques                                    | Caractéristiques                                    | Caractéristiques                                    | Caractéristiques                                    | Caractéristiques                                    |
| 501   | Traverse Charonne | Traverse Charonne                                   | Traverse Charonne                                   | Traverse Charonne                                   | Traverse Charonne                                   | Traverse Charonne                                   | Traverse Charonne                                   | Traverse Charonne                                   | Traverse Charonne                                   |
| 501   | (Circulaire) Gambetta-Cher ⥋ via Porte de Vincennes | (Circulaire) Gambetta-Cher ⥋ via Porte de Vincennes | (Circulaire) Gambetta-Cher ⥋ via Porte de Vincennes | (Circulaire) Gambetta-Cher ⥋ via Porte de Vincennes | (Circulaire) Gambetta-Cher ⥋ via Porte de Vincennes | (Circulaire) Gambetta-Cher ⥋ via Porte de Vincennes | (Circulaire) Gambetta-Cher ⥋ via Porte de Vincennes | (Circulaire) Gambetta-Cher ⥋ via Porte de Vincennes | (Circulaire) Gambetta-Cher ⥋ via Porte de Vincennes |
| ----- | --- | --------------------------------------------------- | --------------------------------------------------- | --------------------------------------------------- | --------------------------------------------------- | --------------------------------------------------- | --------------------------------------------------- | --------------------------------------------------- | --------------------------------------------------- |
| 501   | Ouverture / Fermeture 27 novembre 2004 / — | Longueur 7,2 km                                     | Durée —                                             | Nb. d’arrêts 26                                     | Matériel Bluebus 22                                 | Jours de fonctionnement L, Ma, Me, J, V, S, D       | Jour / Soir / Nuit / Fêtes O / N / N / O            | Voy. / an —                                         | Centre-Bus Lagny                                    |
| 501   | Desserte : - Villes et lieux desservis : 20e arrondissement de Paris (Théâtre national de la Colline, Mairie d'arrondissement, Hôpital Tenon, Jardins Debrousse, Fondation Alquier Debrousse, Église Saint-Germain de Charonne, Cimetière du Père-Lachaise, Hôpital de la Croix-Saint-Simon, Stade Déjérine, Porte de Montreuil, Square Sarah-Bernhardt, Square Réjane, Église Saint-Gabriel, Lycée Hélène-Boucher, Lycée Maurice-Ravel, Cours de Vincennes, Porte de Vincennes). - Stations desservies : Gambetta, Porte de Montreuil, Buzenval, Porte de Vincennes.                                                                           |                                                     |                                                     |                                                     |                                                     |                                                     |                                                     |                                                     |                                                     |
| 501   | Autre : - Zones traversées : 1. - Arrêts non accessibles aux UFR : Vitruve-Balkans, Place des Grès. - Particularités : La ligne fonctionne du lundi au samedi de 7 h 30 à 20 h 30 et les dimanches et fêtes à partir de 8 h. - Date de dernière mise à jour : 11 février 2022. |                                                     |                                                     |                                                     |                                                     |                                                     |                                                     |                                                     |                                                     |
| 501   | Dernière actualisation : — |                                                     |                                                     |                                                     |                                                     |                                                     |                                                     |                                                     |                                                     |
| 513   | Traverse Bièvre Montsouris | Traverse Bièvre Montsouris                          | Traverse Bièvre Montsouris                          | Traverse Bièvre Montsouris                          | Traverse Bièvre Montsouris                          | Traverse Bièvre Montsouris                          | Traverse Bièvre Montsouris                          | Traverse Bièvre Montsouris                          | Traverse Bièvre Montsouris                          |
| 513   | (Circulaire) Place de l'Abbé Georges Hénocque ⥋ via Alésia Général Leclerc |                                                     |                                                     |                                                     |                                                     |                                                     |                                                     |                                                     |                                                     |
| 513   | Ouverture / Fermeture 10 décembre 2005 / — | Longueur 7,3 km                                     | Durée 16 min                                        | Nb. d’arrêts 29                                     | Matériel Bluebus 6 m                                | Jours de fonctionnement L, Ma, Me, J, V, S, D       | Jour / Soir / Nuit / Fêtes O / N / N / O            | Voy. / an —                                         | Centre-Bus Lebrun                                   |
| 513   | Desserte : - Villes et lieux desservis : Paris 14e (Église Saint-Pierre-de-Montrouge, Institut mutualiste Montsouris, École normale supérieure (bâtiments du boulevard Jourdan), Réservoir de Montsouris, Parc Montsouris, Centre hospitalier Sainte-Anne), Paris 13e (Télécom ParisTech anciennement École nationale supérieure des télécommunications, Place de Rungis, Square Paul-Grimault, Hôpital privé des Peupliers, Lycée Gabriel-Fauré). - Stations et gares desservies : Alésia, Porte d'Orléans (depuis l’arrêt Paul Fort), Maison Blanche, Tolbiac (depuis l’arrêt Docteur Laurent).                                               |                                                     |                                                     |                                                     |                                                     |                                                     |                                                     |                                                     |                                                     |
| 513   | Autre : - Zones traversées : 1. - Arrêts non accessibles aux UFR : Alésia Général Leclerc, Père Corentin, Vergniaud, Barrault. - Particularités : La ligne fonctionne tous les jours, jours de fête inclus, de 7 h 30 à 21 h 15 environ. - Date de dernière mise à jour : 11 février 2022. |                                                     |                                                     |                                                     |                                                     |                                                     |                                                     |                                                     |                                                     |
| 513   | Dernière actualisation : — |                                                     |                                                     |                                                     |                                                     |                                                     |                                                     |                                                     |                                                     |
| 518   | Traverse Batignolles-Bichat | Traverse Batignolles-Bichat                         | Traverse Batignolles-Bichat                         | Traverse Batignolles-Bichat                         | Traverse Batignolles-Bichat                         | Traverse Batignolles-Bichat                         | Traverse Batignolles-Bichat                         | Traverse Batignolles-Bichat                         | Traverse Batignolles-Bichat                         |
| 518   | (Circulaire) Porte de Saint-Ouen - Hôpital Bichat ⥋ via Pont Cardinet |                                                     |                                                     |                                                     |                                                     |                                                     |                                                     |                                                     |                                                     |
| 518   | Ouverture / Fermeture 10 décembre 2011 / — | Longueur —                                          | Durée —                                             | Nb. d’arrêts 28                                     | Matériel Oréos 2X Bluebus 6 m Cytios 4/23           | Jours de fonctionnement L, Ma, Me, J, V, S, D       | Jour / Soir / Nuit / Fêtes O / N / N / O            | Voy. / an —                                         | Centre-Bus [[Centre bus RATP#Michelet\|Michelet]    |
| 518   | Desserte : - Villes et lieux desservis : Paris 17e (Université Paris-Sorbonne, Bibliothèque-Médiathèque-Discothèque Plaine-Monceau, La Poste, Trésor public, Square des Batignolles, Église Sainte-Marie des Batignolles, Mairie d'arrondissement, Collège et Lycée Saint-Michel des Batignolles, Clinique Chirurgicale, Marché des Batignolles, Collège Mallarmé, Square des Épinettes, Gymnase Jean-Leclaire, Porte Pouchet, Porte de Saint-Ouen), Paris 18e (Cimetière de Montmartre, Hôpital Bretonneau, Hôpital Bichat-Claude-Bernard). - Stations et gares desservies : Porte de Saint-Ouen, Guy Môquet, Brochant, Gare de Pont-Cardinet. |                                                     |                                                     |                                                     |                                                     |                                                     |                                                     |                                                     |                                                     |
| 518   | Autre : - Zones traversées : 1. - Arrêts non accessibles aux UFR : La Condamine, Lycée Auguste Renoir. - Particularités : La ligne fonctionne du lundi au samedi de 7 h 30 à 20 h 30 et les dimanches et fêtes à partir de 8 h 30. Elle est équipée de minibus électriques, mais des minibus diesel sont aussi affectés en réserve,. - Date de dernière mise à jour : 25 novembre 2021. |                                                     |                                                     |                                                     |                                                     |                                                     |                                                     |                                                     |                                                     |
| 518   | Dernière actualisation : — |                                                     |                                                     |                                                     |                                                     |                                                     |                                                     |                                                     |                                                     |
| 519   | Traverse Ney-Flandre | Traverse Ney-Flandre                                | Traverse Ney-Flandre                                | Traverse Ney-Flandre                                | Traverse Ney-Flandre                                | Traverse Ney-Flandre                                | Traverse Ney-Flandre                                | Traverse Ney-Flandre                                | Traverse Ney-Flandre                                |
| 519   | (Circulaire) Porte d'Aubervilliers — Oberlé ⥋ via Place de la Chapelle |                                                     |                                                     |                                                     |                                                     |                                                     |                                                     |                                                     |                                                     |
| 519   | Ouverture / Fermeture 15 février 2007 / — | Longueur 8 km                                       | Durée —                                             | Nb. d’arrêts 26                                     | Matériel Bluebus 6 m                                | Jours de fonctionnement L, Ma, Me, J, V, S, D       | Jour / Soir / Nuit / Fêtes O / N / N / O            | Voy. / an —                                         | Centre-Bus Belliard                                 |
| 519   | Desserte : - Villes et lieux desservis : Paris 18e (Porte de la Chapelle, Stade de la Porte de la Chapelle, Stade des Fillettes, Église Saint-Pierre Saint-Paul, LEI, Porte d'Aubervilliers, CAP 18, Clinique Alpha, Place de la Chapelle, Hôpital Fernand-Widal et Gare du Nord depuis l'arrêt Place de la Chapelle), Paris 19e (Lycée professionnel, Marché Riquet, Église Notre-Dame-des-Foyers, Mosquée Ed-Dawa). - Stations et gares desservies : Porte d'Aubervilliers (T3b), Porte de la Chapelle, La Chapelle, Gare du Nord depuis l'arrêt Place de la Chapelle.                                                                        |                                                     |                                                     |                                                     |                                                     |                                                     |                                                     |                                                     |                                                     |
| 519   | Autre : - Zones traversées : 1 et 2. - Arrêts non accessibles aux UFR : Pajol - Riquet, Pajol - Département. - Particularités : La ligne fonctionne du lundi au vendredi de 7 h 15 à 20 h 30 et les samedis, dimanches et fêtes inclus jusqu'à 20 h. - Date de dernière mise à jour : 11 février 2022. |                                                     |                                                     |                                                     |                                                     |                                                     |                                                     |                                                     |                                                     |
| 519   | Dernière actualisation : — |                                                     |                                                     |                                                     |                                                     |                                                     |                                                     |                                                     |                                                     |

### Ligne exploitée par B.E. Green
| Ligne | Caractéristiques | Caractéristiques                                                              | Caractéristiques                                                              | Caractéristiques                                                              | Caractéristiques                                                              | Caractéristiques                                                              | Caractéristiques                                                              | Caractéristiques                                                              | Caractéristiques                                                              |
| 15    | Traverse Brancion-Commerce | Traverse Brancion-Commerce                                                    | Traverse Brancion-Commerce                                                    | Traverse Brancion-Commerce                                                    | Traverse Brancion-Commerce                                                    | Traverse Brancion-Commerce                                                    | Traverse Brancion-Commerce                                                    | Traverse Brancion-Commerce                                                    | Traverse Brancion-Commerce                                                    |
| 15    | (Circulaire) Parc Georges-Brassens ⥋ via Mairie du 15e et Porte de Versailles | (Circulaire) Parc Georges-Brassens ⥋ via Mairie du 15e et Porte de Versailles | (Circulaire) Parc Georges-Brassens ⥋ via Mairie du 15e et Porte de Versailles | (Circulaire) Parc Georges-Brassens ⥋ via Mairie du 15e et Porte de Versailles | (Circulaire) Parc Georges-Brassens ⥋ via Mairie du 15e et Porte de Versailles | (Circulaire) Parc Georges-Brassens ⥋ via Mairie du 15e et Porte de Versailles | (Circulaire) Parc Georges-Brassens ⥋ via Mairie du 15e et Porte de Versailles | (Circulaire) Parc Georges-Brassens ⥋ via Mairie du 15e et Porte de Versailles | (Circulaire) Parc Georges-Brassens ⥋ via Mairie du 15e et Porte de Versailles |
| ----- | --- | ----------------------------------------------------------------------------- | ----------------------------------------------------------------------------- | ----------------------------------------------------------------------------- | ----------------------------------------------------------------------------- | ----------------------------------------------------------------------------- | ----------------------------------------------------------------------------- | ----------------------------------------------------------------------------- | ----------------------------------------------------------------------------- |
| 15    | Ouverture / Fermeture 16 octobre 2013 / — | Longueur 8,5 km                                                               | Durée 50 min                                                                  | Nb. d’arrêts 31                                                               | Matériel ZEUS M2000E Jest                                                     | Jours de fonctionnement L, Ma, Me, J, V, S, D                                 | Jour / Soir / Nuit / Fêtes O / N / N / O                                      | Voy. / an —                                                                   | Transporteur Autocars Dominique                                               |
| 15    | Desserte : - Villes et lieux desservis : 15e arrondissement de Paris (Parc Georges-Brassens, Collège Modigliani, Lycée Buffon, Institut Pasteur, Médiathèque Marguerite Yourcenar, Mairie du 15e arrondissement de Paris, Square Saint-Lambert, Église Saint-Jean-Baptiste de Grenelle, Hôpital Saint-Michel, Parc des expositions de la porte de Versailles). - Stations et gares desservies : Brancion (T3a), Porte de Vanves, Pasteur, Vaugirard, Convention, Félix Faure et Porte de Versailles. |                                                                               |                                                                               |                                                                               |                                                                               |                                                                               |                                                                               |                                                                               |                                                                               |
| 15    | Autre : - Zones traversées : 1. - Arrêts non accessibles aux UFR : — - Particularités : La ligne fonctionne du lundi au samedi de 7 h 30 à 20 h 30 et les dimanches et fêtes à partir de 8 h 30. Elle est équipée de minibus électriques,. - Date de dernière mise à jour : 9 février 2022. |                                                                               |                                                                               |                                                                               |                                                                               |                                                                               |                                                                               |                                                                               |                                                                               |
| 15    | Dernière actualisation : — |                                                                               |                                                                               |                                                                               |                                                                               |                                                                               |                                                                               |                                                                               |                                                                               |

### Tarification et financement

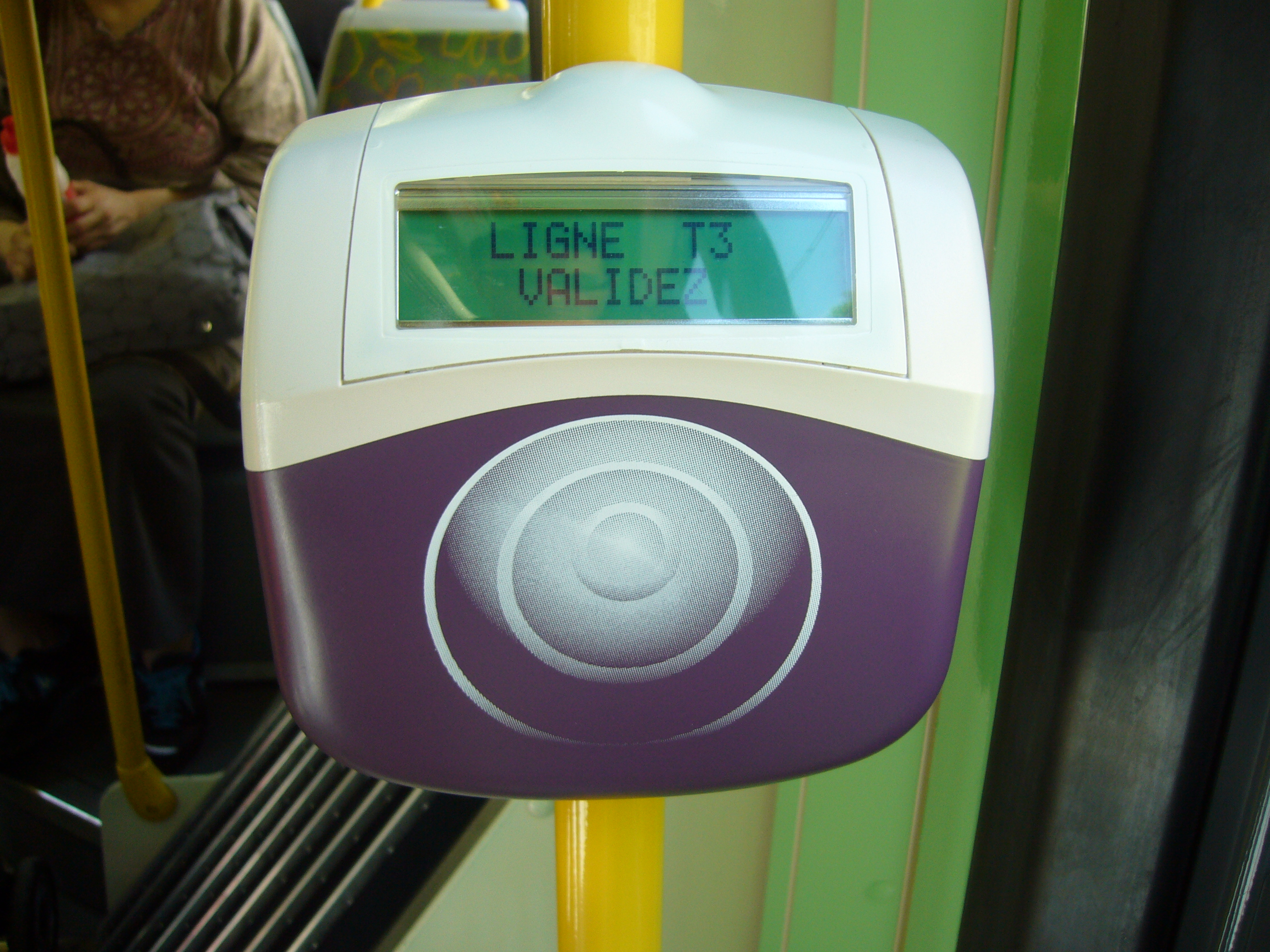
Validateur Navigo présent dans les bus et tramway.

La tarification des lignes d'autobus d'Île-de-France est unifiée et accessible avec les mêmes abonnements. Un ticket « bus-tram », qui remplace le ticket t+ au 1er janvier 2025, permet un trajet simple quelle que soit la distance, avec une ou plusieurs correspondances possibles avec les autres lignes de bus et de tramway pendant une durée maximale de 1 h 30 entre la première et dernière validation. En revanche, un ticket validé dans un bus ne permet pas d'emprunter le métro, ni le Transilien et le RER. Les lignes Orlybus et Roissybus, assurant de façon directe les dessertes aéroportuaires via autoroute, disposent d'une tarification spécifique mais sont accessibles avec les abonnements habituels.
Les tarifs des billets et abonnements dont le montant est limité par décision politique ne couvrent pas les frais réels de transport. Le manque à gagner est compensé par l'autorité organisatrice, Île-de-France Mobilités, présidée depuis 2005 par le président du conseil régional d'Île-de-France et composé d'élus locaux. Elle définit les conditions générales d'exploitation ainsi que la durée et la fréquence des services. L'équilibre financier du fonctionnement est assuré par une dotation globale annuelle aux transporteurs de la région grâce au versement mobilité payé par les entreprises et aux contributions des collectivités publiques.